# أمير غايب
أمير غايب هي قرية في مقاطعة ملكان، إيران. عدد سكان هذه القرية هو 357 في سنة 2006.